# Joyeuse fête des mères
Pour plus de détails, voir Fiche technique et Distribution.
Joyeuse fête des mères (Mother's Day)  ou au Québec  La fête des Mères est un film dramatique américain réalisé par Garry Marshall, sorti en 2016.
Il s’agit du dernier film du réalisateur, trois mois avant sa mort.

## Synopsis
Le quotidien de plusieurs mères de familles à l'approche de la fête des Mères.

## Fiche technique
- Titre original : Mother's Day
- Titre français : Joyeuse Fête des mères
- Titre québécois : La Fête des mères
- Réalisation : Garry Marshall

- Scénario : Tom Hines, Lily Hollander, Anya Kochoff et Matthew Walker
- Production : Mike Karz, Wayne Allan Rice et Kevin Scott Frakes
- Sociétés de production : Palmstar Entertainment, Gulfstream Pictures
- Société de distribution : Open Road Films
- Budget : 25 millions de dollars US (estimation)
- Pays d'origine :  États-Unis
- Langue : anglais
- Format : couleur - son Dolby Digital - rapport de forme : 1.85 : 1 - procédé cinématographique : Digital Intermediate (2K) ProRes 4:4:4 (2K)
- Genre : Comédie dramatique
- Durée : 118 minutes (1 h 58)
- Dates de sortie :
  - États-Unis : 13 avril 2016 (Los Angeles, en avant-première)
  - Australie :  28 avril 2016
  - États-Unis : 29 avril 2016
  - France : 25 mai 2016

## Distribution
Source et légende : VF = Version Française sur RS Doublage
- Jennifer Aniston (VF : Dorothée Jemma ; VQ : Isabelle Leyrolles) : Sandy
- Kate Hudson (VF : Barbara Delsol ; VQ : Camille Cyr-Desmarais) : Jesse
- Julia Roberts (VF : Céline Monsarrat ; VQ : Mélanie Laberge) : Miranda Collins
- Britt Robertson (VF : Marie Diot ; VQ : Rachel Graton) : Kristin
- Jack Whitehall (VF : Fabrice Josso ; VQ : Alexis Lefebvre) : Zack Zim, le compagnon de Kristin
- Jason Sudeikis (VF : Thierry Kazazian ; VQ : Tristan Harvey) : Bradley
- Timothy Olyphant (VF : Jean-Pierre Michaël ; VQ : Patrice Dubois) : Henry, ex-mari de Sandy
- Shay Mitchell (VF : Caroline Cadrieu ; VQ : Kim Jalabert) : Tina, nouvelle épouse d'Henry
- Sarah Chalke (VF : Juliette Poissonnier ; VQ : Catherine Proulx-Lemay) : Gabi, la sœur de Jesse
- Cameron Esposito (VF : Julie Dumas) : Max, l'épouse de Gabi
- Margo Martindale (VF : Denise Metmer ; VQ : Anne Caron) : Flo, la mère de Jesse et Gabi
- Robert Pine (VF : Philippe Catoire ; VQ : Vincent Davy) : Earl, le père de Jesse et Gabi
- Aasif Mandvi (VF : Constantin Pappas ; VQ : Yves Soutière) : Russell, le mari de Jesse
- Hector Elizondo (VF : Bernard Tiphaine ; VQ : Jean-François Blanchard) : Lance Wallace, l'agent de Miranda
- Adreana Gonzalez : Inez, la publicitaire
- Christine Lakin : l'hôtesse
- Jon Lovitz (VF : Jean-Loup Horwitz) : Jackie Burn, propriétaire du Club
- Gary Friedkin (VF : Michel Mella) : Shorty
- Loni Love (VF : Odile Schmitt) : Kimberly
- Anoush NeVart (VQ : Natalie Hamel-Roy) : Sonia
- Jennifer Garner (VF : Laura Blanc) : 2nd Lt. Dana Barton, la femme décédée de Bradley
- Jessi Case (VF : Clara Poincaré ; VQ : Célia Gouin-Arsenault) : Rachel Barton
- Ella Anderson : Vicky Barton
- Grayson Russell (VF : Enzo Ysah) : Tommy
- Larry Miller (VF : Jean-Marc Charrier) : le flic motard
- Owen Vaccaro (VF : Kaycie Chase) : Charlie, le fils de Gabi et Max

Photos des acteurs principaux
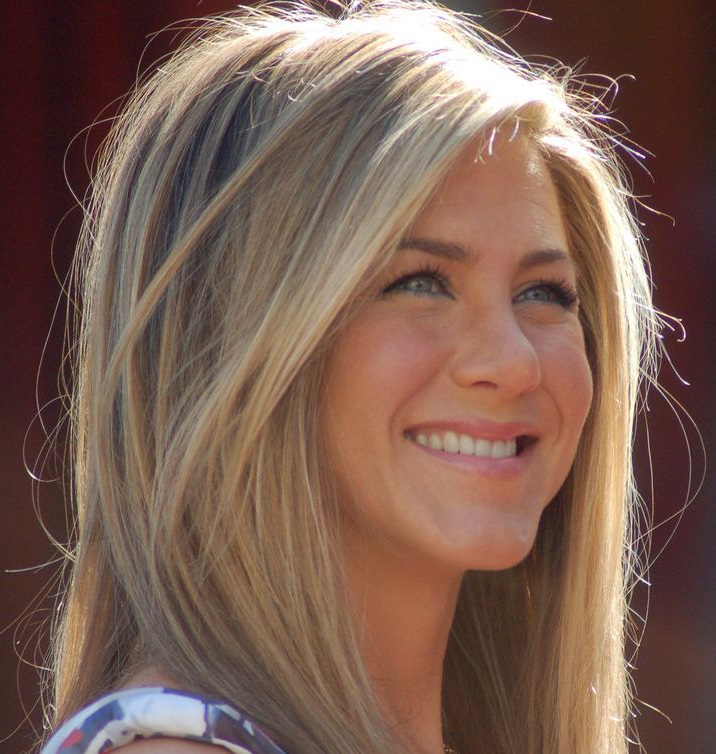
Jennifer Aniston dans le rôle de Sandy
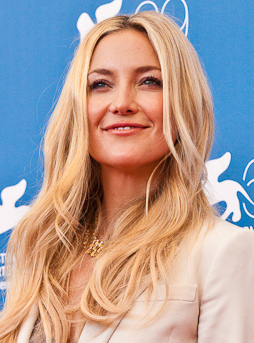
Kate Hudson dans le rôle de Jesse
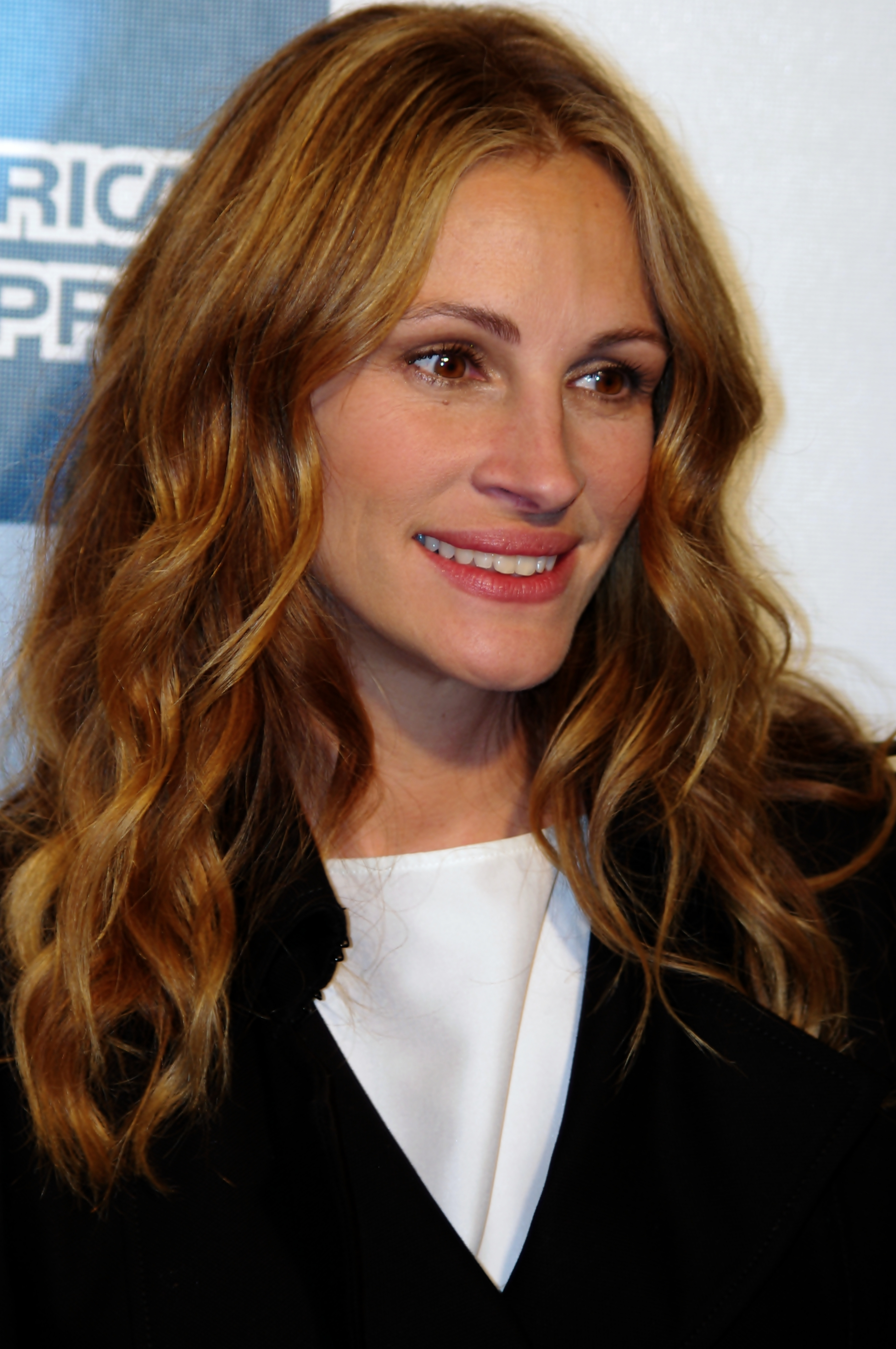
Julia Roberts dans le rôle de Miranda Collins
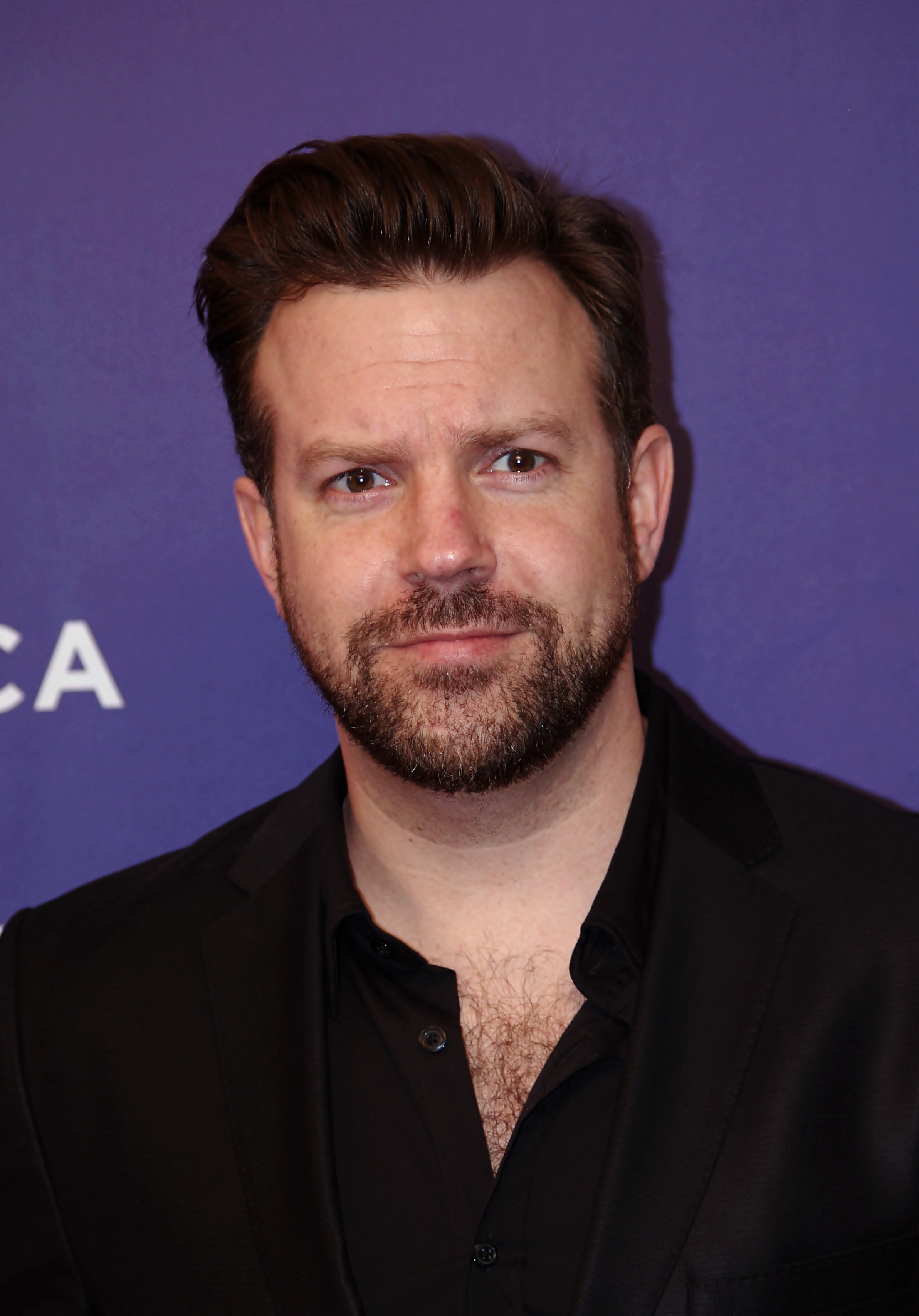
Jason Sudeikis dans le rôle de Bradley
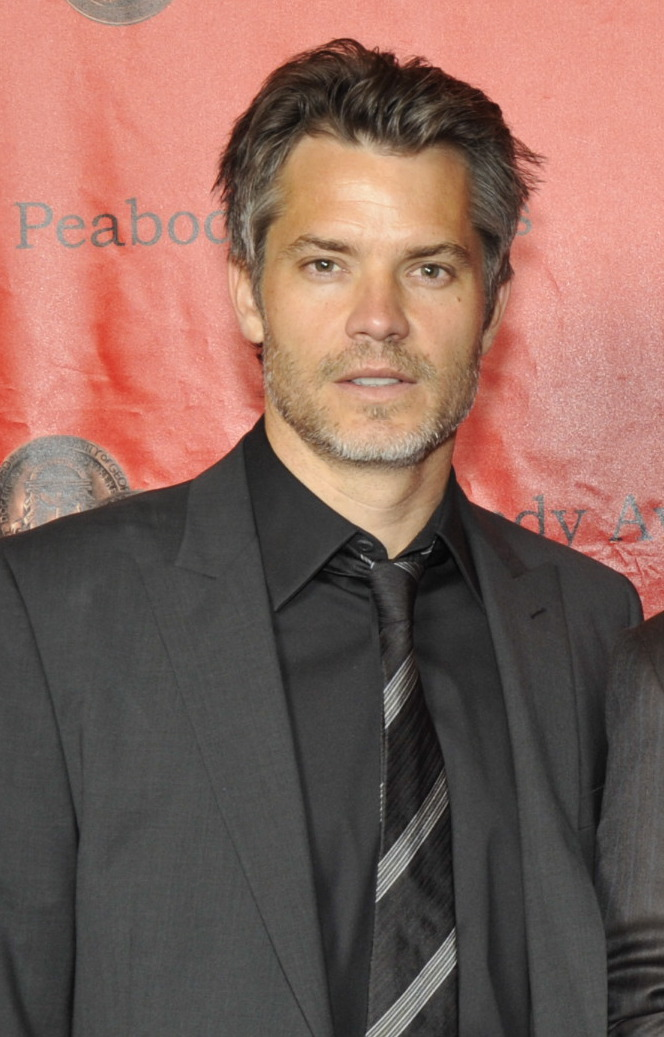
Timothy Olyphant dans le rôle d'Henry
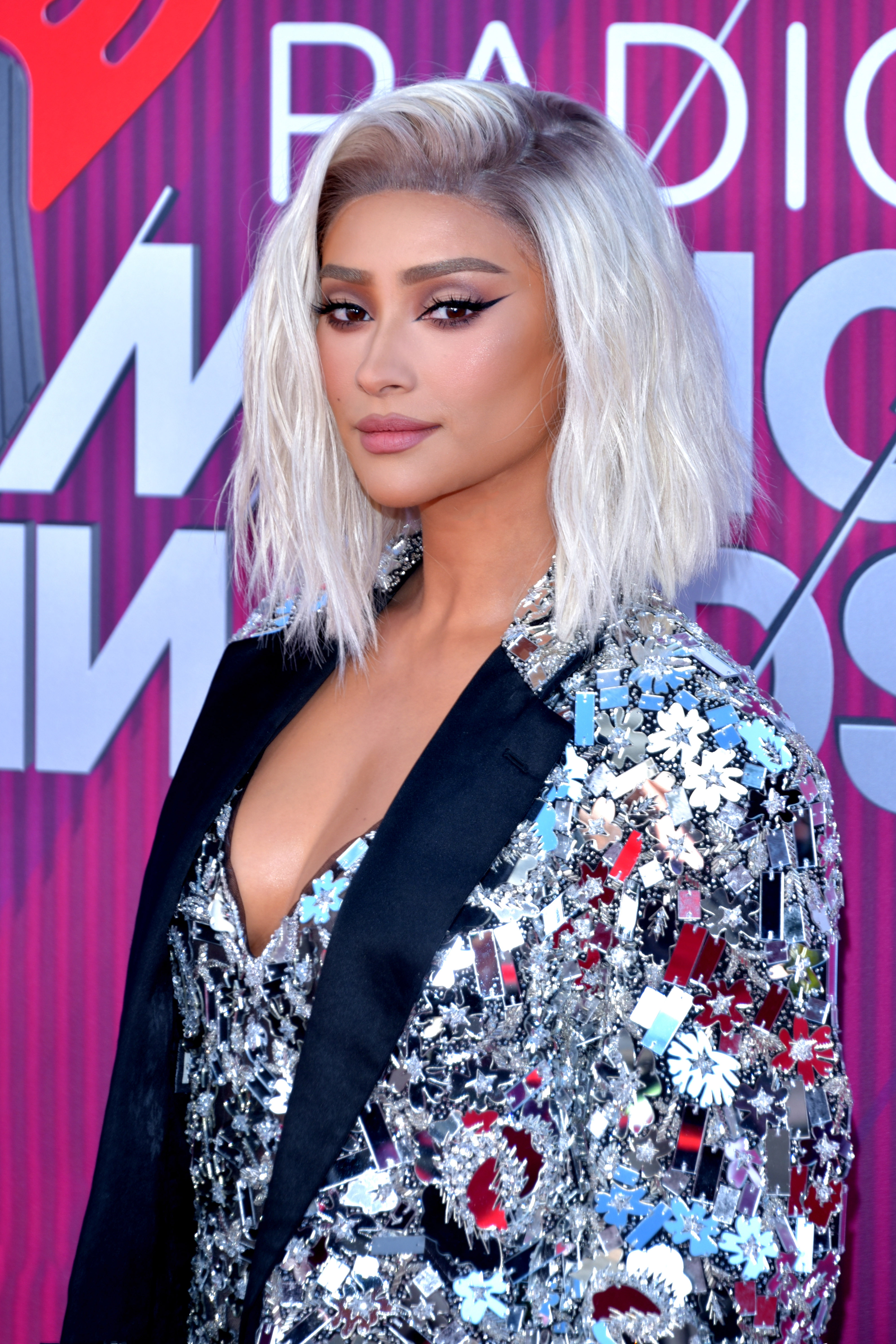
Shay Mitchell dans le rôle de Tina
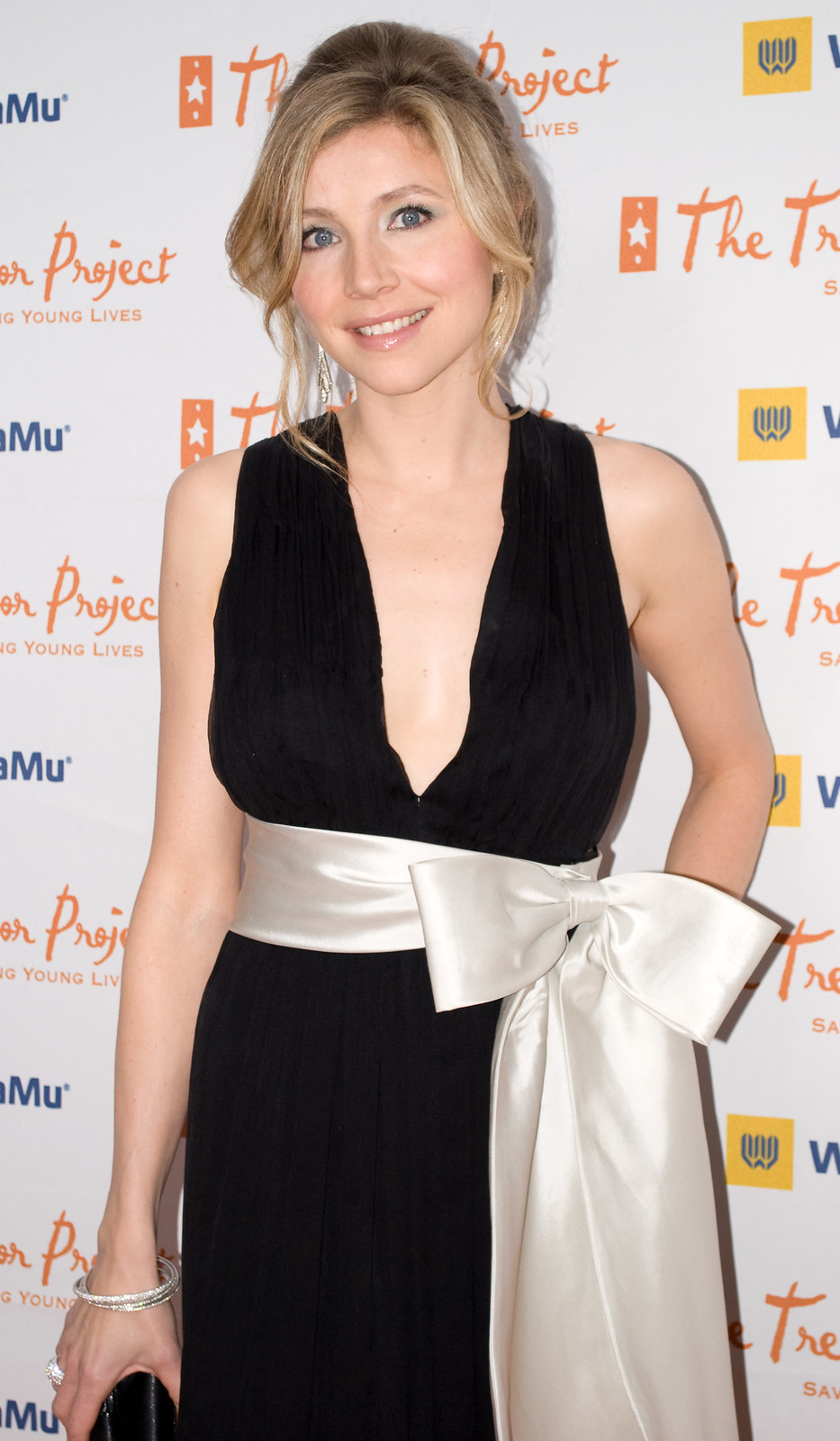
Sarah Chalke dans le rôle de Gaby
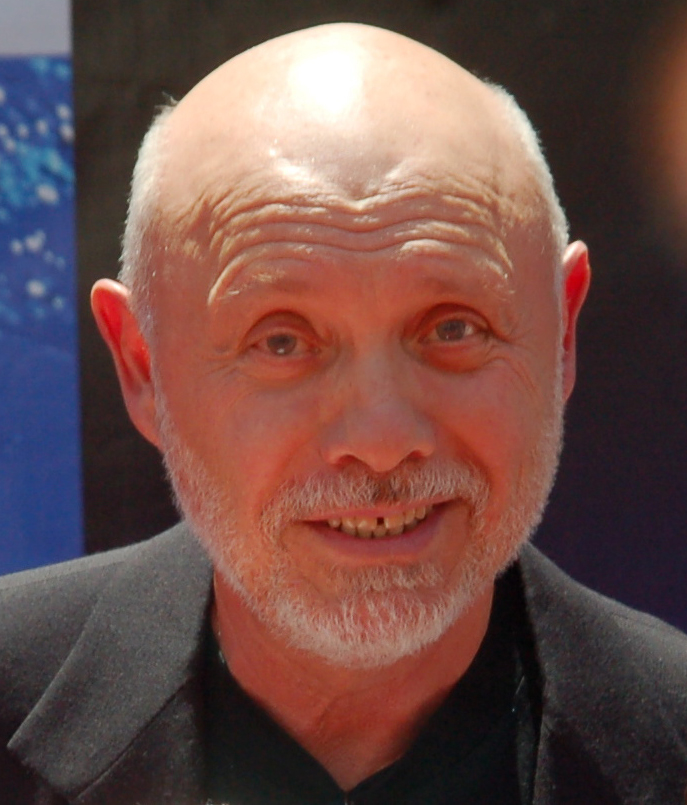
Héctor Elizondo dans le rôle de Lance Wallace

## Production
Le tournage a commencé le 18 août 2015 à Atlanta .

## Réception

### Revenus
- Montant brut aux États-Unis et au Canada : 32 492 859 $ US
- Week-end de sortie aux États-Unis et au Canada : 8 369 184 $ US (1 mai 2016)
- Montant brut mondial : 48 782 670 $ US

## Nominations
- Teen Choice Awards 2016 :
  - Meilleur film de comédie